# Samuel Bielski
Samuel Bielski herbu Jelita – cześnik chełmski w latach 1697-1711.
Był elektorem Augusta II Mocnego z województwa lubelskiego w 1697 roku.